# Ciridops
Ciridops es un género extinto de especies de mieleros hawaianos que desde la prehistoria habitaron las islas Hawaianas de Hawái, Molokai, Kauai y Oahu. Este género fue creado en 1892 por Alfred Newton en un artículo publicado en la revista científica Nature  a partir del ʻUla-ʻai-Hawane, que fue denominado Fringilla anna por Sanford B. Dole en 1879.
La Ciridops anna, que fue vista por última vez en 1892, fue la única especie que sobrevivió desde la prehistoria, las otras tres Ciridops cf. anna de Molokai, Ciridops sp. de Oahu, y el Ciridops tenax de Kauai solo se conocen a través de los fósiles encontrados en depósitos del cuaternario.

## Especies
- Ciridops anna - Dole, 1879
- Ciridops tenax - Olson & James, 1991
- Ciridops cf. anna - Olson & James, 1991
- Ciridops sp. - Olson & James, 1991

## Literatura
- H. Douglas Pratt, Jack Jeffrey: The Hawaiian Honeycreepers  Oxford University Press, 2005 ISBN 0-19-854653-X
- Scott B Wilson & Arthur Humble Evans: Aves Hawaiienses: The Birds of the Sandwich Islands. 1890–99. R. H. Porter, London (Reprint: Ayer Publishing, 1974 ISBN 0-405-05771-7)

- Datos: Q4342843
- Multimedia: Ciridops / Q4342843
- Especies: Ciridops